# Summer Hill
Summer Hill är en stadsdel i Sydney i Australien. Den ligger i kommunen Ashfield och delstaten New South Wales, i den sydöstra delen av landet, nära centrala Sydney. Antalet invånare är 6 130.
Runt Summer Hill är det mycket tätbefolkat, med 3 895 invånare per kvadratkilometer.. Närmaste större samhälle är Sydney, nära Summer Hill. 
Runt Summer Hill är det i huvudsak tätbebyggt. Genomsnittlig årsnederbörd är 1 380 millimeter. Den regnigaste månaden är februari, med i genomsnitt 200 mm nederbörd, och den torraste är juli, med 36 mm nederbörd.